# Филип де Мији
Филип де Мији (фр. Philippe de Milly), око 1120 — 3. април 1171, такође познат и као Филип од Наблуса (фр. Philippe de Naplouse) био је барон у краљевини Јерусалим и седми велики мајстор Темплара.

## Господар Наблуса
Филип је био син Гија Мијија, витеза, вероватно из Нормандије који је учествовао у Првом крсташком рату. Ги је имао три сина и сви су рођени у Светој земљи, Филип је вероватно био најстарији. Он је као Гијев син помиње 1138. и постао је господар Наблуса негде после тог времена јер са следећим помињањем његовог имена 1144. он носи ову титулу. У то време он је био и ожењен, име његове супруге било је Изабела.

## Мелисенда, краљица Јерусалима
Као господар Наблуса Филип је постао један од најутицајнијих барона у краљевини. Краљица Мелисенда (енгл. Melisende, Queen of Jerusalem) га је 1144. послала да ослободи Едесу али је стигао након пада града. По доласку Другог крсташког рата Филип је учествовао на скупу у граду Акоу где су његов и сви други матични баронати укинути и где је донесена одлука о нападу на Дамаск који се завршио неуспехом.

## Господар Јорданије
Током јула 1161. Мелисенда умире и власт прелази на њеног сина Балдуина III. Филип је своје поседе у Наблусу заменио са Балдуином очекујући да добије титулу Господар Јорданије. Балдуин је ово желео јер је са овим територијама повратио власт у јужном делу царства али је вероватно желео и да територије источно од реке Јордан осигура са лојалним бароном. Балдуин III умире 1163. и наслеђује га његов брат Алмарик I од Јерусалима са којим је Филип имао пријатељске односе. Заједно одлазе у напад на Египат 1167. који се завршава неуспехом делом због тога што су Темплари као целина одбили да учествују у нападу. Након смрти Бертран де Бланшфора Алмарик врши притисак на ред да на место великог мастора дође Филип де Мили што му успева и он 1169. стаје на чело реда. Краљ је сада имао подршку темплара у новом нападу на Египат али је на крају ипак морао да се повуче. Из разлога који су и данас непознати 1171. поднео је оставку на место великог мајстора и придружио се Алмарику на путу у Цариград као би након неуспшне инвазије на Египат повратили добре односе са Византијом. На том путу он је и умро 3. априла не стигавши у Цариград. На челу реда наследио га је Одо де Сан Аман.

## Лични живот
Филипов живот је у великој мери мистерија. Хроничари га описују као храброг човека и великог ратника. Са супругом Изабелом имао је сина, који је умро, и две ћерке. Изабела је умрла 1166. што је можда утицало на његову одлуку да се придружи Темпларима.